# Chronologie des langages de programmation
Cet article recense une chronologie non exhaustive des langages de programmation.

## Avant1950
| Années    | Langage                    | Promoteur    |
| --------- | -------------------------- | ------------ |
| vers 1840 | Premier programme au monde | Ada Lovelace |
| 1936      | Machine de Turing          | Alan Turing  |
| 1945      | Plankalkül                 | Konrad Zuse  |

## Années 1950
| Années | Langage         | Inspiration | Promoteur                               |
| ------ | --------------- | ----------- | --------------------------------------- |
| 1951   | A-0 System      |             | Grace Hopper                            |
| 1954   | Mark I Autocode |             | Tony Brooker                            |
| 1954   | FORTRAN         | A-0         | John Backus                             |
| 1954   | ARITH-MATIC     | A-0         | Grace Hopper                            |
| 1954   | MATH-MATIC      | A-0         | Grace Hopper                            |
| 1955   | FLOW-MATIC      | A-0         | Grace Hopper                            |
| 1956   | IPL             |             | Allen Newell, Cliff Shaw, Herbert Simon |
| 1957   | COMTRAN         | FLOW-MATIC  | Bob Bemer                               |
| 1957   | PAF             |             | Dimitri Starynkevitch (SEA, France)     |
| 1958   | FORTRAN II      | FORTRAN     | John Backus                             |
| 1958   | ALGOL 58        | FORTRAN     |                                         |
| 1959   | LISP            | IPL         | John McCarthy                           |

## Années 1960
| Années | Langage    | Inspiration         | Promoteur                                  |
| ------ | ---------- | ------------------- | ------------------------------------------ |
| 1960   | COBOL      | FLOW-MATIC, COMTRAN | Le comité CODASYL                          |
| 1960   | ALGOL 60   | ALGOL               |                                            |
| 1960   | JOSS       | ALGOL               |                                            |
| 1962   | FORTRAN IV | FORTRAN II          |                                            |
| 1962   | APL        |                     | Kenneth Iverson                            |
| 1962   | MAD        | ALGOL58             | Arden, et. al.                             |
| 1962   | Simula I   | ALGOL60             |                                            |
| 1962   | SNOBOL     | FORTRAN II          | Griswold, et al.                           |
| 1962   | SNOBOL3    | SNOBOL              | Griswold, et al.                           |
| 1963   | CPL        | ALGOL60             | Barron, Strachey, et al.                   |
| 1964   | COWSEL     | CPL, LISP           | Burstall, Popplestone                      |
| 1964   | PL/I       | ALGOL60             | IBM                                        |
| 1964   | BASIC      | FORTRAN II, JOSS    | John George Kemeny and Thomas Eugene Kurtz |
| 1964   | TRAC       |                     | Mooers (work started in 1959)              |
| 1965   | LISP 1.5   | Lisp                |                                            |
| 1966   | FORTRAN 66 | FORTRAN II          |                                            |
| 1966   | ISWIM      | Lisp                | Peter J. Landin                            |
| 1966   | CORAL66    | ALGOL60             | Version temps réel de l'ALGOL60            |
| 1967   | BCPL       | CPL                 | Martin Richards                            |
| 1967   | MUMPS      | Fortran, Lisp       | Massachusetts General Hospital             |
| 1967   | InterLisp  | Lisp 1.5            | développé chez BBN (né BBN-Lisp)           |
| 1967   | Simula67   | Simula              |                                            |
| 1967   | SNOBOL4    | SNOBOL3             | Griswold, et al.                           |
| 1968   | ALGOL 68   | Algol60             | Wijngaarten, et al.                        |
| 1968   | POP-1      | COWSEL              | Burstall, Popplestone                      |
| 1968   | Forth      |                     | Chuck Moore (première publication, 1970)   |
| 1968   | LOGO       | Lisp                | Seymour Papert                             |
| 1968   | REFAL      |                     | Valentin Turchin                           |
| 1969   | B          | BCPL                | Ken Thompson                               |

## Années 1970
| Années | Langage                   | Inspiration   | Promoteur                                     |
| ------ | ------------------------- | ------------- | --------------------------------------------- |
| 1970   | POP-2                     | POP-1         |                                               |
| 1971   | Pascal                    | ALGOL60       | Niklaus Wirth, Jensen                         |
| 1972   | Smalltalk Environment     | Simula67      | Digitalk                                      |
| 1972   | C                         | B, BCPL       | Dennis Ritchie et Kenneth Thompson            |
| 1972   | INTERCAL                  |               |                                               |
| 1972   | Prolog                    |               | Alain Colmerauer                              |
| 1972   | SmallTalk 72              |               |                                               |
| 1973   | COMAL                     | Pascal, BASIC | Børge Christensen, Benedict Løfstedt          |
| 1974   | GRASS                     | BASIC         | Tom DeFanti                                   |
| 1974   | COBOL74                   | COBOL         |                                               |
| 1974   | SQL                       | SEQUEL        |                                               |
| 1975   | Scheme                    | Lisp          | Gerald Jay Sussman, Guy Lewis Steele          |
| 1975   | Altair BASIC              | BASIC         | Bill Gates, Paul Allen                        |
| 1976   | RATFOR                    | C, FORTRAN    | Kernighan                                     |
| 1977   | X11.1 ANSI Standard MUMPS | MUMPS         |                                               |
| 1978   | FORTRAN 77                | FORTRAN 66    |                                               |
| 1978   | VisiCalc                  |               | Dan Bricklin, Bob Frankston                   |
| 1979   | REXX                      | PL/I          | Mike Cowlishaw 20 mars                        |
| 1979   | Awk                       | C, SNOBOL     | Alfred Aho, Peter Weinberger, Brian Kernighan |
| 1979   | VULCAN DBase-II           |               | Ratliff                                       |
| 1979   | Green                     | Algol68       | Jean Ichbiah et al., DOD                      |

## Années 1980
| Années | Langage                      | Inspiration           | Promoteur                                                         |
| ------ | ---------------------------- | --------------------- | ----------------------------------------------------------------- |
| 1980   | « C with Classes »           | C, Simula67           | Bjarne Stroustrup                                                 |
| 1980   | ABAP/4                       | COBOL                 | SAP                                                               |
| 1980   | Smalltalk-80                 | Simula67              | Digitalk                                                          |
| 1983   | Ada                          | Pascal                | DOD                                                               |
| 1983   | C++                          | C with Classes        | Bjarne Stroustrup                                                 |
| 1983   | Objective-C                  | Smalltalk-80          | Brad Cox et Tom Love                                              |
| 1983   | True BASIC                   | BASIC                 | John George Kemeny et Thomas Kurtz                                |
| 1984   | SML (Standard Meta-Language) | ML                    |                                                                   |
| 1984   | Common Lisp                  | Inter, Mac, Zeta Lisp | Guy L. Steele et al.                                              |
| 1984   | Esterel                      |                       | Gerard Berry                                                      |
| 1984   | Clipper                      | dBase                 | Nantucket                                                         |
| 1984   | MATLAB                       | FORTRAN, C            | The MathWorks                                                     |
| 1985   | 1984 MUMPS                   | 1977MUMPS             |                                                                   |
| 1985   | Paradox                      | dBase                 | Borland                                                           |
| 1985   | PostScript                   | Interpress            | John Warnock                                                      |
| 1985   | Caml                         | ML                    | INRIA                                                             |
| 1985   | Quick BASIC                  | BASIC                 | Microsoft                                                         |
| 1986   | LabVIEW                      |                       | National Instruments                                              |
| 1986   | GFA BASIC                    | BASIC                 | GFA Systemtechnik GmbH                                            |
| 1986   | Eiffel                       | Simula67              | Bertrand Meyer                                                    |
| 1986   | Informix-4GL                 | 4GL                   | Informix                                                          |
| 1986   | Uniface                      |                       | Compuware                                                         |
| 1987   | HyperTalk                    |                       | Apple                                                             |
| 1987   | Self                         |                       | Sun Microsystems Inc. (Self a inspiré JavaScript et NewtonScript) |
| 1987   | Perl                         | Awk                   | Larry Wall                                                        |
| 1988   | dBaseIV                      | dBase-III             |                                                                   |
| 1988   | Tcl                          | Awk, Lisp             | John Ousterhout                                                   |
| 1988   | Object REXX                  | REXX                  | Simon Nash                                                        |
| 1988   | Octave                       | MATLAB                |                                                                   |
| 1989   | Turbo-Pascal+OOP             | Turbo Pascal          | Borland                                                           |
| 1989   | Standard C                   | C                     | ANSI X3.159-1989 (adopté par l'ISO in 1990)                       |
| 1989   | OBERON                       | Pascal, Modula-II     | Niklaus Wirth                                                     |
| 1989   | VisSim                       | C, VisSim             | Peter A. Darnell                                                  |

## Années 1990
| Années | Langage          | Inspiration                     | Promoteur                                  |
| ------ | ---------------- | ------------------------------- | ------------------------------------------ |
| 1990   | Haskell          | Miranda                         |                                            |
| 1990   | 1990 MUMPS       | 1984MUMPS                       |                                            |
| 1991   | Python           | C                               | Guido van Rossum                           |
| 1991   | Q                |                                 |                                            |
| 1991   | Visual Basic     | QuickBASIC                      | Alan Cooper, Microsoft                     |
| 1992   | SQL-2            | SQL-1                           |                                            |
| 1992   | Borland Pascal   | Turbo-Pascal OOP                |                                            |
| 1993   | FALSE            | Forth                           | Oortmerrsen                                |
| 1993   | Brainfuck        | FALSE                           | Urban Müller                               |
| 1993   | Revolution       | HyperTalk                       |                                            |
| 1993   | AppleScript      | HyperCard                       | Apple                                      |
| 1993   | Ruby             | Perl Smalltalk                  |                                            |
| 1993   | Lua              | C++ (objet)                     |                                            |
| 1993   | WinDev WLangage  |                                 | PC Soft                                    |
| 1993   | Euphoria         | BASIC, C, C++                   | Robert Craig                               |
| 1995   | Ada 95           | Ada 83                          | ISO                                        |
| 1995   | Delphi(1)        | Borland Pascal                  | Borland                                    |
| 1995   | Java             | C++                             | Sun Microsystems                           |
| 1995   | Limbo            | C, Pascal, Alef, CSP, Newsqueak | Rob Pike, Sean Doward et Phil Winterbottom |
| 1995   | 1995 MUMPS       | 1990MUMPS                       |                                            |
| 1995   | ANSI Common Lisp | Common Lisp 84                  |                                            |
| 1995   | PHP              | C, Shell Unix                   | Rasmus Lerdorf                             |
| 1995   | JavaScript       | Scheme, Self                    | Brendan Eich                               |
| 1996   | NetRexx          | REXX                            | Mike Cowlishaw                             |
| 1996   | Objective Caml   | Caml                            | INRIA                                      |
| 1997   | SML'97           | Standard ML, 84                 |                                            |
| 1997   | ISLisp           | Common Lisp, Scheme             |                                            |
| 1997   | Pico             | Scheme                          | Université libre de Bruxelles              |
| 1997   | Sysquake         | MATLAB                          | Calerga                                    |
| 1998   | ANSI SmallTalk   | SmallTalk 80                    |                                            |
| 1998   | C++98            | C++                             | ANSI/ISO Standard C++                      |
| 1998   | Erlang           | Concurrent Prolog               | Open Source Erlang par Ericsson            |
| 1999   | Gambas           | Basic, Visual Basic             |                                            |

## Années 2000
| Années | Langage  | Inspiration                                                    | Promoteur                                |
| ------ | -------- | -------------------------------------------------------------- | ---------------------------------------- |
| 2000   | Joy      | Forth, Scheme, C                                               | Manfred von Thun                         |
| 2000   | D        | C, C++                                                         | Walter Bright, Digital Mars              |
| 2000   | C#       | C, C++, COM, Java                                              | Microsoft                                |
| 2000   | Lisaac   | Self, Eiffel, Smalltalk                                        | Benoît Sonntag                           |
| 2000   | Ferite   | C, C++, Java, PHP, Python, Ruby, Scheme                        | Chris Ross                               |
| 2001   | Kylix    | DELPHI(5)                                                      | Borland                                  |
| 2001   | Anubis   |                                                                | Alain Prouté                             |
| 2002   | F#       | OCaml, C♯, Haskell                                             | Don Syme                                 |
| 2003   | S2       | Perl, C++                                                      |                                          |
| 2003   | Nemerle  | C#, ML, MetaHaskell                                            | Université de Wrocław                    |
| 2003   | Factor   | Joy, Forth, Lisp, Self                                         | Slava Pestov (en)                        |
| 2003   | Scala    | Java, Haskell, Erlang                                          | Martin Odersky                           |
| 2005   | Seed7    |                                                                | Thomas Mertes                            |
| 2006   | Haxe     | Ocaml                                                          | Nicolas Cannasse                         |
| 2007   | Ada 2005 | Ada 95                                                         | Ada Rapporteur Group                     |
| 2007   | Clojure  | Lisp, ML, Haskell, Erlang                                      | Rich Hickey                              |
| 2008   | Nim      | Go, Rust, Python, C++, C#, Oberon, Lisp, Ada, Delphi, Modula-3 | Andreas Rumpf                            |
| 2009   | Mytryl   | Standard ML, SML/NJ                                            | Cynbe Ru Taren                           |
| 2009   | Go       | C, Pascal, Modula, Oberon, Newsqueak, Limbo                    | Ken Thompson, Rob Pike, Robert Griesemer |

## Années 2010
| Années | Langage  | Inspiration                        | Promoteur               |
| ------ | -------- | ---------------------------------- | ----------------------- |
| 2010   | Fancy    | Smalltalk, Ruby, Io, Erlang        | Christopher Bertels     |
| 2010   | Rust     | C, C++                             | Graydon Hoare, Mozilla  |
| 2011   | Dart     | Java, JavaScript, CoffeeScript, Go | Google                  |
| 2011   | Kotlin   |                                    | JetBrains               |
| 2011   | Ceylon   | Java                               | Red Hat                 |
| 2012   | Julia    | MATLAB, Python, R, Lisp            | MIT                     |
| 2012   | Elm      | Haskell                            | Elm Software Foundation |
| 2014   | Swift    | Objective-C                        | Apple                   |
| 2017   | ReasonML | OCAML, JavaScript                  | Facebook                |
| 2017   | Q#       | C#                                 | Microsoft               |

## Années 2020
| Années | Langage            | Inspiration                                                  | Promoteur             |
| ------ | ------------------ | ------------------------------------------------------------ | --------------------- |
| 2021   | Microsoft Power Fx | Fonctions et macros Excel, Pascal, Mathematica, Miranda (en) | Microsoft             |
| 2022   | Carbon             | C++                                                          | Google                |
| 2023   | Mojo               | Python (langage), Rust, C                                    | Modular Inc           |
| 2023   | Verse (en)         |                                                              | Epic Games            |
| 2024   | Gleam (en)         | Erlang, Elixir, Elm, Rust, Go, OCaml                         | Louis Pilfold, Fly.io |